# Les Pilles
Les Pilles é uma comuna francesa na região administrativa de Auvérnia-Ródano-Alpes, no departamento de Drôme. Estende-se por uma área de 5,84 km². Em 2010 a comuna tinha 244 habitantes (densidade: 41,8 hab./km²).